# Medinilla urophylla
Medinilla urophylla är en tvåhjärtbladig växtart som beskrevs av Otto Stapf. Medinilla urophylla ingår i släktet Medinilla och familjen Melastomataceae. Inga underarter finns listade i Catalogue of Life.